# Affido congiunto
L'affido congiunto è l'istituto che era previsto nell'ordinamento italiano prima della riforma dell'affido condiviso del 2006. Il figlio, in caso di separazione o divorzio dei coniugi, viene affidato ad entrambi i genitori ai quali è richiesto di cooperare nella gestione dei minori condividendo la responsabilità genitoriale. Si contrapponeva all'affido esclusivo, che prevede che il figlio sia affidato ad uno solo dei genitori a cui è attribuita la responsabilità genitoriale.
L'introduzione dell'affido condiviso ha superato la normativa precedente dell'affido congiunto. Prima della riforma, l’istituto dell’affidamento congiunto pur non essendo previsto dalla normativa vigente in materia di separazione personale, era ammesso espressamente dall’articolo 6 della legge sul divorzio (898/1970) e la giurisprudenza di legittimità era già in passato intervenuta ammettendo l’applicazione analogica del suddetto articolo anche alle ipotesi di separazione personale (Cass. Civ. n. 2210 del 28.02.2000 et Cass. Civ. n. 127775 del 13.12.1995).